# Джейн Качмарек
Джейн Качмарек (англ. Jane Kaczmarek) — американська акторка. Насамперед відома завдяки ролі Лоїс, мами Малкольма, у телесеріалі «Малкольм у центрі уваги».

## Біографія
Народилась в Мілвокі, Вісконсин, США. Її мати була вчителькою, а батько працював у Міністерстві оборони США. Своє дитинство провела в Гріндейлі, де виховувалася у римо-католицькій вірі. Закінчила середню школу Гріндейл.
Здобула популярність, зігравши роль Лоїс, мами Малкольма, у телесеріалі «Малкольм у центрі уваги», який транслювався на телеканалі Fox у 2000—2006. Роль принесла акторці номінації на такі нагороди, як «Золотий глобус» і Прайм-тайм «Еммі».
Також знімалася в інших серіалах і фільмах, зокрема зіграла Лінду у теледрамі «Закон для всіх» (1990—1991), суддю Труді Кесслер у юридичній драмі «Адвокатська практика» (2008—2009), Енн у фільмі «Закохані» (1984), Емілі у фільмі «Хлопець із небес» (1985) та Гейл у драматичному фільмі «6 кульок» (2018).
Виконала ряд повторюваних ролей у багатьох інших телевізійних проєктах, зокрема Голлі в ситкомі «Сібілл» і Морін Катлер в ситкомі «Фрейзер».
Окрім телевізійної кар'єри, Джейн Качмарек також спробувала себе у театрі, зокрема замінила іншу акторку в ролі Белли в бродвейській постановці «Загублені в Йонкерсі» Ніла Саймона.

## Особисте життя
15 серпня 1992 року одружилася з актором Бредлі Вітфордрм, який також походив із Вісконсину. Жили в Лос-Анджелесі з трьома дітьми, де займалися благодійністю і разом відвідували важливі церемонії нагородження. У червні 2009 року, після майже 17 років шлюбу, пара розлучилася. Розлучення остаточно оформлено в жовтні 2010 року.  У 2010 році вони продали свою віллу 1924 року в Сан-Марино, Каліфорнія.
У квітні 2004 року Качмарек через хронічний артрит перенесла операцію із заміни тазостегнового суглоба. Вона швидко одужала і наступного літа використала рентгенівський знімок свого нового стегна у своїй рекламній кампанії на премію «Еммі». За її словами, вона стала «єдиною номінанткою „Еммі“ зі штучним стегном (якщо не брати до уваги Ентоні Лапалью)».

## Фільмографія

### Кіно
| Рік  | Назва (укр.)                     | Назва (англ.)      | Роль               |
| ---- | -------------------------------- | ------------------ | ------------------ |
| 1983 | Рідкісна відвага                 | Uncommon Valor     | місіс Вілкс        |
| 1984 | Закохані                         | Falling in Love    | Енн Рефтіс         |
| 1985 | Хлопець із небес                 | The Heavenly Kid   | Емілі Барнс        |
| 1985 | Двері в двері                    | Door to Door       | Кетрін Голловей    |
| 1988 | Мертвий після прибуття           | D.O.A.             | Ґейл Конелл        |
| 1988 | Все навпаки                      | Vice Versa         | Робін Сеймур       |
| 1989 | Все чесно                        | All's Fair         | Лінда              |
| 1996 | Камера                           | The Chamber        | Доктор Енн Біддовс |
| 1996 | Дико доступна                    | Wildly Available   | Ріта Ґудман        |
| 1998 | Плезантвіль                      | Pleasantville      | мама Девіда        |
| 2015 | Кораблебудівник                  | The Boat Builder   | Кетрін             |
| 2016 | Вовки у дверях                   | Wolves at the Door | Мері               |
| 2017 | Каліфорнійський дорожній патруль | CHiPs              | Джейн Ліндел       |
| 2018 | 6 кульок                         | 6 Balloons         | Ґейл               |

### Телебачення
| Рік       | Назва (укр.)                            | Назва (англ.)                            | Роль                   | Примітка                                       |
| --------- | --------------------------------------- | ---------------------------------------- | ---------------------- | ---------------------------------------------- |
| 1983      | Сент-Елсвер                             | St. Elsewhere                            | Сенді Бернс            | 3 епізоди                                      |
| 1983      | Ремінгтон Стіл                          | Remington Steele                         | Барабара Трой Деннон   | епізод «Altared Steele»                        |
| 1983      | Опудало і місіс Кінг                    | Scarecrow and Mrs. King                  | Пенні                  | епізод «Always Look a Gift Horse in the Mouth» |
| 1983-84   | Паперова гонитва                        | The Paper Chase                          | Конні Леман            | 8 епізодів                                     |
| 1984      | Блюз Хілл-стріт                         | Hill Street Blues                        | Офіцерка Клара Пілскі  | 6 епізодів                                     |
| 1984      | дещо про Амелію                         | Something About Amelia                   | місіс Голл             | телефільм                                      |
| 1984      | Шалений як лис                          | Crazy Like a Fox                         | Джулі Флойд            | пілотна серія                                  |
| 1985      | Рідне місто                             | Hometown                                 | Мері Ньюелл Ебботт     | 10 епізодів                                    |
| 1986      | Право людей                             | The Right of the People                  | Аліша                  | телефільм                                      |
| 1986      | Різдвяний подарунок                     | The Christmas Gift                       | Сюзан                  | телефільм                                      |
| 1987      | Я підкорю Манхеттен                     | I'll Take Manhattan                      | Ніна Стерн             | мінісеріал                                     |
| 1987      | Три королі                              | The Three Kings                          | Доктор Пола Болет      | телефільм                                      |
| 1988      | Американський театр                     | American Playhouse                       | Сюзан Ґлеспелл         | епізод «Journey Into Genius»                   |
| 1989      | Спунер                                  | Spooner                                  | Ґейл Арчер             | телефільм                                      |
| 1990-91   | Рівне правосуддя                        | Equal Justice                            | Лінда Бавер            | 22 епізоди                                     |
| 1993      | «Велика хвиля» Дейва                    | Big Wave Dave's                          | Карен Фішер            | 6 епізодів                                     |
| 1994      | Монті                                   | Monty                                    | Нікерсон               | епізод «Wild, Wild Willy and His O.K. Corral»  |
| 1994      | Закон і порядок                         | Law & Order                              | Дженет Радмен          | епізод «Censure»                               |
| 1994      | ABC Спеціально після школи              | ABC After school Specials                | Мері Рід               | епізод «Boys Will Be Boys»                     |
| 1994      | Закон Лос-Анджелеса                     | L.A. Law                                 | адвокатка Гершонвуд    | Повторювальна роль                             |
| 1994      | Без попередження                        | Without Warning                          | Доктор Керолайн Джаффе | телефільм                                      |
| 1995      | Застава фехтувальників                  | Picket Fences                            | Дженіс Нейман          | епізод Heroes and Villains                     |
| 1995-99   | Нас п'ятеро                             | Party of Five                            | Гелен Томпсон          | 3 епізоди                                      |
| 1996      | Дотик ангела                            | Touched by an Angel                      | Бонні Белл             | Епізод «Out of the Darkness»                   |
| 1996      | ABC Спеціально після школи              | ABC After school Specials                | Ненсі Гелегер          | епізод «Educating Mom»                         |
| 1996      | Аполлон 11                              | Apollo 11                                | Джен Армстронг         | Телефільм                                      |
| 1996-97   | Сибілл                                  | Cybill                                   | Голлі                  | 5 епізодів                                     |
| 1996-97   | Фрейзер                                 | Frasier                                  | Морін Катлер           | 2 епізоди                                      |
| 1997      | Практика                                | The Practice                             | Памела Бойд            | 2 епізоди                                      |
| 1999      | Фелісіті                                | Felicity                                 | Керол Андерсон         | 5 епізодів                                     |
| 2000-2006 | Малкольм у центрі уваги                 | Malcolm in the Middle                    | Лоїс                   | 151 епізод                                     |
| 2001-2022 | Сімпсони                                | The Simpsons                             | суддя Констанс Гарм    | 9 епізодів                                     |
| 2006-07   | Допоможи мені допомогти тобі            | Help Me Help You                         | Енн Гоффман            | 6 епізодів                                     |
| 2008-09   | Адвокатська практика                    | Raising the Bar                          | Труді Кесслер          | 23 епізоди                                     |
| 2010      | Відродження Офелії                      | Reviving Ophelia                         | Марі                   | телефільм                                      |
| 2011      | Вілфред                                 | Wilfred                                  | Бет                    | епізод «Pride»                                 |
| 2011-12   | Вітні                                   | Whitney                                  | Кенді                  | 3 епізоди                                      |
| 2012-13   | Буває й гірше                           | The Middle                               | Сенді Армвуд           | 2 епізоди                                      |
| 2012-15   | Джейк і пірати з Нетландії              | Jake and the Never Land Pirates          | Ред Джессіка (голос)   | 12 епізодів                                    |
| 2013      | Закон і порядок: Спеціальний корпус     | Law & Order: Special Victims Unit        | Пем Джеймс             | епізод «Beautiful Frame»                       |
| 2014      | Фінеас і Ферб                           | Phineas and Ferb                         | Деніз                  | епізод «Lost in Danville/The Inator Method»    |
| 2014      | Ми і вони                               | Us & Them                                | Пем                    | 7 епізодів                                     |
| 2014-17   | Дім ігор                                | Playing House                            | Ґвен Кровфорд          | 7 епізодів                                     |
| 2015      | Сім'я МакКарті                          | The McCarthys                            | Ейлін                  | епізод «Sister Act»                            |
| 2015      | Успіх у Голлівуді, Флорида              | Big Time in Hollywood, FL                | Доктор Мур             | 2 епізоди                                      |
| 2015      | Пенн Зеро: Герой на півставки           | Penn Zero: Part-Time Hero                | Тренерка Джекі (голос) | епізод «Ultrahyperball»                        |
| 2016      | Теорія великого вибуху                  | The Big Bang Theory                      | Доктор Ґаллов          | епізод «The Sales Call Sublimation»            |
| 2016      | Посібник з виживання від Купера Баррета | Cooper Barrett's Guide to Surviving Life | Сінді Барретт          | епізод «How to Survive Your Parents' Visit»    |
| 2018      | Звірі                                   | Animals.                                 | Суддя (голос)          | епізод «The Trial»                             |
| 2018      | Це — ми                                 | This Is Us                               | місіс Філіпс           | епізод «Katie Girls»                           |
| 2018      | Тролі: Свято триває!                    | Trolls: The Beat Goes On!                | Мама Хмарка (голос)    | епізод «Don't Worry Be Peppy/Two's a Cloud»    |
| 2019      | Другий шанс Керол                       | Carol's Second Act                       | Філліс                 | епізод «Sick and Retired»                      |
| 2019      | Змішані                                 | Mixed-ish                                | Елеонора               | епізод «True Colors»                           |
| 2023      | Підкидьок                               | The Changeling                           | Келлісто / «Кел»       | епізод «The Wise Ones»                         |